# Disney-ABC Domestic Television
Disney-ABC Domestic Television, un nombre comercial de Buena Vista Television LLC, que también opera como ABC Syndication (antes conocida como Buena Vista Television, también conocida como Disney Domestic Television y actualmente conocida como Disney-ABC Home Entertainment & Television Distribution) es una firma de sindicación de televisión doméstica, la cual es una filial de Disney Entertainment y esta a su vez es una división de The Walt Disney Company. La empresa gestiona la distribución en televisión de programación producida por Disney General Entertainment Content, Disney Television Animation y 20th Television (anteriormente conocida como Touchstone Television).
Las responsabilidades de distribución de contenido incluyen programación sindicada para televisión doméstica, televisión de pago doméstica, Internet y vídeo por cable bajo demanda (VOD), y salidas de pago por visión de los paquetes de películas de sus filiales corporativas, Walt Disney Pictures, incluyendo todas las colaboraciones con sus subsidiarios Pixar Animation Studios, Touchstone Pictures y Hollywood Pictures.

## Historia

### Antecedentes
El primer brazo de sindicación de ABC, ABC Films (fundado en julio de 1953), se convirtió en Worldvision Enterprises en marzo de 1973 debido a las leyes de síntesis (que han sido derogadas).
Disney, a pesar de tener algunos programas de televisión y largometrajes solo había sindicado un espectáculo, The Mickey Mouse Club, antes de la formación de esta unidad.

### Buena Vista Television (1985-2007)
Walt Disney Pictures formó su división de difusión en marzo de 1985 a la cabeza de Robert Jacquemin como vicepresidente senior de distribución de televisión nacional. Ninguno de sus largometrajes de animación estaba previsto entrar en sindicación en ese momento. La división fue incorporada como Buena Vista Television el 5 de noviembre de 1985. La compañía inició la feria de negocios de la mañana, Today's Business en agosto de 1986, solo para finalizar el programa en abril de 1987, indicando que no podían conseguir suficientes anunciantes.
Buena Vista estaba comprando Duck Tales a finales de 1986 para un debut en 1987. En 1990, la compañía ofreció su programa de concursos, Challengers. Después de lanzar el bloque Disney Afternoon, BTV había considerado a finales de 1990, ya principios de 1991, comenzar un nuevo bloque de 1 hora para las mañanas para comenzar en 1992.
El 24 de agosto de 1994 tuvo lugar una reorganización de Disney en la que Richard H. Frank se convirtió en jefe de la recién formada Walt Disney Television and Telecommunications, que se separó de su negocio de entretenimiento filmado, Walt Disney Motion Pictures e incluyó Buena Vista TV.
En abril de 1996, debido a la reestructuración de la fusión de Disney-Capital Cities/ABC y el retiro de su presidente, las divisiones del grupo Walt Disney Television y Telecommunications fueron reasignadas a otros grupos. De ahí BVTV, como parte de Walt Disney Television International, fuera transferida a Capital Cities/ABC.
En marzo de 2007, Starz Entertainment demandó a BVTV por violar su acuerdo al permitir películas disponibles en línea a través de iTunes Store de Apple y otros puntos de venta. La introducción del dispositivo de Apple TV obligó a Starz a presentar una demanda que dependía de la "definición contractual de televisión" y si se otorgaba exclusividad en televisión, ya que Starz tenía un acuerdo de distribución secundaria con Netflix.

### Disney–ABC Domestic Television (2007-presente)
En mayo de 2007, The Walt Disney Company anunció planes para semi-retirar el uso de la marca Buena Vista, para centrarse en las marcas principales Disney, ABC y ESPN. Como resultado, Buena Vista Television fue rebautizada como Disney-ABC Domestic Television (DADT). BVTV se convirtió en un negocio de responsabilidad limitada el 10 de abril de 2009.
En julio de 2008, DADT firmó acuerdos adicionales de transporte con Vudú y CinemaNow, que luego se añadió a la demanda de Starz. El 2 de diciembre de 2008, DADT y Starz Entertainment resolvieron su demanda de distribución en línea con términos no revelados.

## Programación de primera ejecución

### Actual
- Live with Kelly and Ryan[10] (1988–presente) producido por WABC-TV
- Tamron Hall (2019–presente) producido por Summerdale Productions y ABC News[11]
- Litton's Weekend Adventure (2011–presente) E/I bloque de programación de Litton Entertainment; exclusivamente para afiliados de ABC.

#### Películas
Las bibliotecas de Walt Disney Studios (entre ellos Walt Disney Pictures, Marvel Studios, Lucasfilm, 20th Century Studios, Searchlight Pictures, Touchstone Pictures y Hollywood Pictures) excepto Titanic y Braveheart (ambas distribuidas por Paramount Pictures en Estados Unidos y Canadá)

### Sindicación fuera de la red
- Padre de familia (2007–presente)
- Los Simpson (1994–presente)
- Modern Family (2013–presente)
- Bob's Burgers (2015–presente)
- Last Man Standing (2017–presente)
- Black-ish (2018–presente)

### Anteriores
- At the Movies (1986–2010), originalmente Siskel & Ebert & the Movies/At the Movies con Ebert y Roeper
- Bill Nye the Science Guy (1993–1998), con KCTS Seattle y Rabbit Ears Productions
- Debt (1996–1998), con Faded Denim Productions y Lifetime
- Ellen (1994–1998), con The Black/Marlens Company y Touchstone Television
- FABLife (2015–2016), con Summerdale Productions y The Tyra Banks Company[12]
- Legend of the Seeker (2008–2010)[13]
- Iyanla (2001–2002)
- Katie (2012–2014)[14]
- Nightmare Ned (1997) (emitida también en la cadena hermana ABC)
- On the Red Carpet (2013–2014)[15]
- Right This Minute (2016–2022) producida por MagicDust Television, Cox Media Group, Gray Television y E. W. Scripps Company.[16] Distribuida previamente en sindicación por Sony Pictures Television desde 2011 hasta 2013 y MGM Worldwide Television and Digital Distribution a partir de 2013 hasta 2016.
- Pickler & Ben (2017–2019), junto con E. W. Scripps Company, Happy Street Entertainment y Sandbox Entertainment[17]
- Teen Win, Lose or Draw (1989–1992), con Burt & Bert Productions, Kline & Friends y Stone Stanley Entertainment
- The Challengers (1990–1991), junto con Dick Clark Productions y Ron Greenberg Productions
- The Disney Afternoon (1990–1997)
  - Los osos Gummi (1985–1991)
  - Patoaventuras (1987–1990)[18]
  - Chip 'n Dale: Rescue Rangers (1989–1990)[18]
  - TaleSpin (1990–1991)[19]
  - Pato Darkwing (1991–1992)[19]
  - La Tropa Goofy (1992)[19]
  - Bonkers (1993–1994)[19]
- Sing Me a Story with Belle (1995-1999) con Patrick Davidson Productions
- Sabrina: The Animated Series (1999–2000), junto con DIC Productions L.P., Riverdale Productions and Kent/QMA, Savage Studios Ltd. y Hartbreak Films
- Bone Chillers (1996), con Hyperion Pictures y The Fred Silverman Company
- The Tony Danza Show (2004–2006), junto con Riverward Productions y Katie Face Productions
- The Wayne Brady Show (2001–2004)[20]
- Win Ben Stein's Money (1997–2003), con Valleycrest Productions y Comedy Central deParamount Global
- Today's Business (1986–1987), Un programa matutino orientado a los negocios que costaba 500 000 dólares al mes.
- Your Big Break (1999–2001)
- Who Wants to Be a Millionaire (1999–2019), con Valleycrest Productions,[21] Times Square Studios,[22] y 2waytraffic (formato del show creado originalmente por Celador); el reboot de 2020 producido por Valleycrest Productions, Embassy Row, y Kimmelot.